# Munsterkerk
Munsterkerk (pełna nazwa: Onze Lieve Vrouwe Munsterkerk) – trzynastowieczny kościół w Roermond. Jest to jeden z najważniejszych przykładów architektury romańskiej w Holandii. W 1992 zniszczony przez trzęsienie ziemi, które zniszczyło dwie wieże, jednakże zostały one odbudowane.

## Historia
Kościół został zbudowany w 1218 roku. Założycielem klasztoru cysterek w tym miejscu był hrabia Geldrii Gerard III, a pierwszą przełożoną – jego matka. W 1798 roku francuscy okupanci zamknęli klasztor. Obecnie świątynia wygląda zupełnie inaczej niż na początku. Wiele zmian w wyglądzie kościoła wprowadził Pierre Cuypers.